# Shadowcaster
Shadowcaster ist ein früher Ego-Shooter und Computer-Rollenspiel in 3D-Optik, das 1993 von Raven Software für MS-DOS-Computer entwickelt wurde. Die Game-Engine war ein früher Prototyp der Doom-Engine.

## Spielbeschreibung
Der Spieler schlüpft in die Rolle des menschlichen Kirt, der später Shadowcaster (Schattenwerfer) genannt wird. Er entstammt der magischen Rasse Das Volk das die Gabe der Gestaltwandlung besitzt. Ziel ist es, das Böse (Malkor) zu vernichten. Er kann sechs verschiedene Meta-Formen annehmen und dabei fliegen, rennen und schwimmen. Eine neue Metaform erhält man, wenn man einen Obelisken berührt.
Gestaltwandlungs-Formen
- Kirt (menschlich), besondere Fähigkeiten: springen, treten. Nur in dieser Form kann er sich regenerieren
- Maorin (große, aufrechtgehende Katze mit vier Armen und zwei Beinen). Vorteile: schnelleres Laufen, kräftiger, bessere Seh-Fähigkeiten. Nachteil: wasserscheu
- Caun (kleiner Elf) Vorteile: Weitsprung, Tarnschild, Beweglichkeit. Nachteil: Kräfte werden direkt verbraucht
- Opsis (fliegende Kugel mit einem Auge, ähnlich einem Beholder in Dungeons & Dragons). Vorteile: guter Schwimmer, sendet tödlichen Luftstrom aus, erweitert die Kartenansicht. Nachteil: schwacher Kämpfer.
- Kahpa (Froschmann). Vorteil: guter Kämpfer, Unterwasseratmung, erzeugt Elektroschocks.
- Ssair (fliegender Drache). Stark und robust, kann Feuer speien.
- Grost (Golem). Sehr robust, kann lähmen und Erdbeben produzieren, sowie Mauern durchbrechen.

Innerhalb des Spieles muss man neben dem Kampf auch Gegenstände sammeln sowie essen und trinken. Außerdem gibt es Teleporter.

## Technik
Die Grafik ist für heutige Verhältnisse relativ pixelig (320 × 200 Pixel) und bietet 256 Farben (VGA). Dafür gibt es eine schnelle 3D-Action. Das Spiel bietet bereits Automapping und die Größe des Hauptbildschirmes kann verringert werden, um auch bei langsameren Rechnern (Intel 80386) flüssig zu laufen. Normalerweise besteht der Bildschirm aus verschiedenen Anzeigen für das Inventar, die Ansicht des verwendeten Charakters, der Inhalt der beiden Hände und die Kraftanzeigen, die im rechten Drittel angesiedelt sind. Man kann aber auf Vollbildschirm umschalten.
Es gibt Soundblaster-Pro-Unterstützung für Musik und digitale Soundeffekte. Ebenso wird das Eingabegerät Cyberman von Logitech unterstützt.